# 데바카군

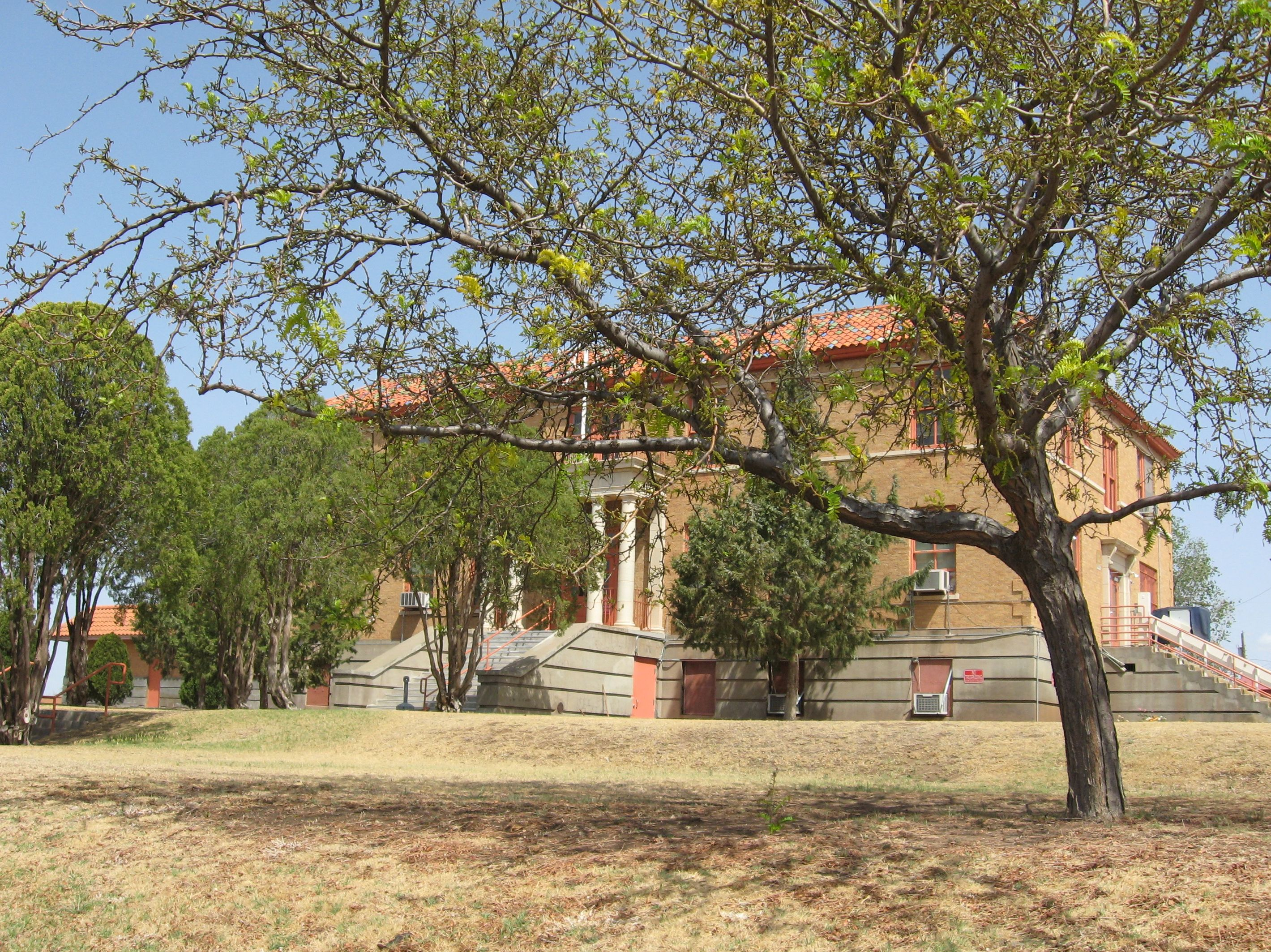

데바카군(De Baca County)은 미국 뉴멕시코주 동부에 있는 군이다. 2000년 현재, 인구는 2,240명이다. 군청 소재지는 포트섬너이다.

## 지리
총면적은 6,045 km2(2,334 mi²)이다. 이 중 육지 면적은 6,021 km2(2,325 mi²)이고, 수면적은 23 km2(9 mi²)로, 수면적이 데바카 군 면적의 0.38 %를 차지한다.

## 인구
| 인구조사                                                      | 인구  | Note  | %±     |
| ------------------------------------------------------------- | ----- | ----- | ------ |
| 1920년                                                        | 3,196 |       | —      |
| 1930년                                                        | 2,893 |       | −9.5%  |
| 1940년                                                        | 3,725 |       | 28.8%  |
| 1950년                                                        | 3,464 |       | −7.0%  |
| 1960년                                                        | 2,991 |       | −13.7% |
| 1970년                                                        | 2,547 |       | −14.8% |
| 1980년                                                        | 2,454 |       | −3.7%  |
| 1990년                                                        | 2,252 |       | −8.2%  |
| 2000년                                                        | 2,240 |       | −0.5%  |
| 2010년                                                        | 2,022 |       | −9.7%  |
| 2019 (추산)                                                   | 1,748 | [ 1 ] | −13.6% |
| U.S. Decennial Census 1790-1960 1900-1990 1990-2000 2010-2016 |       |       |        |

## 인접하는 군
- 북쪽: 과달루페 군
- 북동쪽: 콰이 군
- 동쪽: 루즈벨트 군
- 남쪽: 차베스 군
- 서쪽: 링컨군